# سالید اج
سالید اج (به انگلیسی: Solid Edge) یک نرم‌افزار مهندسی طراحی به کمک رایانه است که بر روی ویندوز اجرا می‌شود و توسط شرکت آمریکایی زیمنس پی‌ال‌ام ساخته شده و همچنان توسعه داده می‌شود.
رقبای اصلی نرم‌افزار سالید اج در بازار سالیدورکس، اینونتور و مکانیکال دسکتاپ می‌باشد.

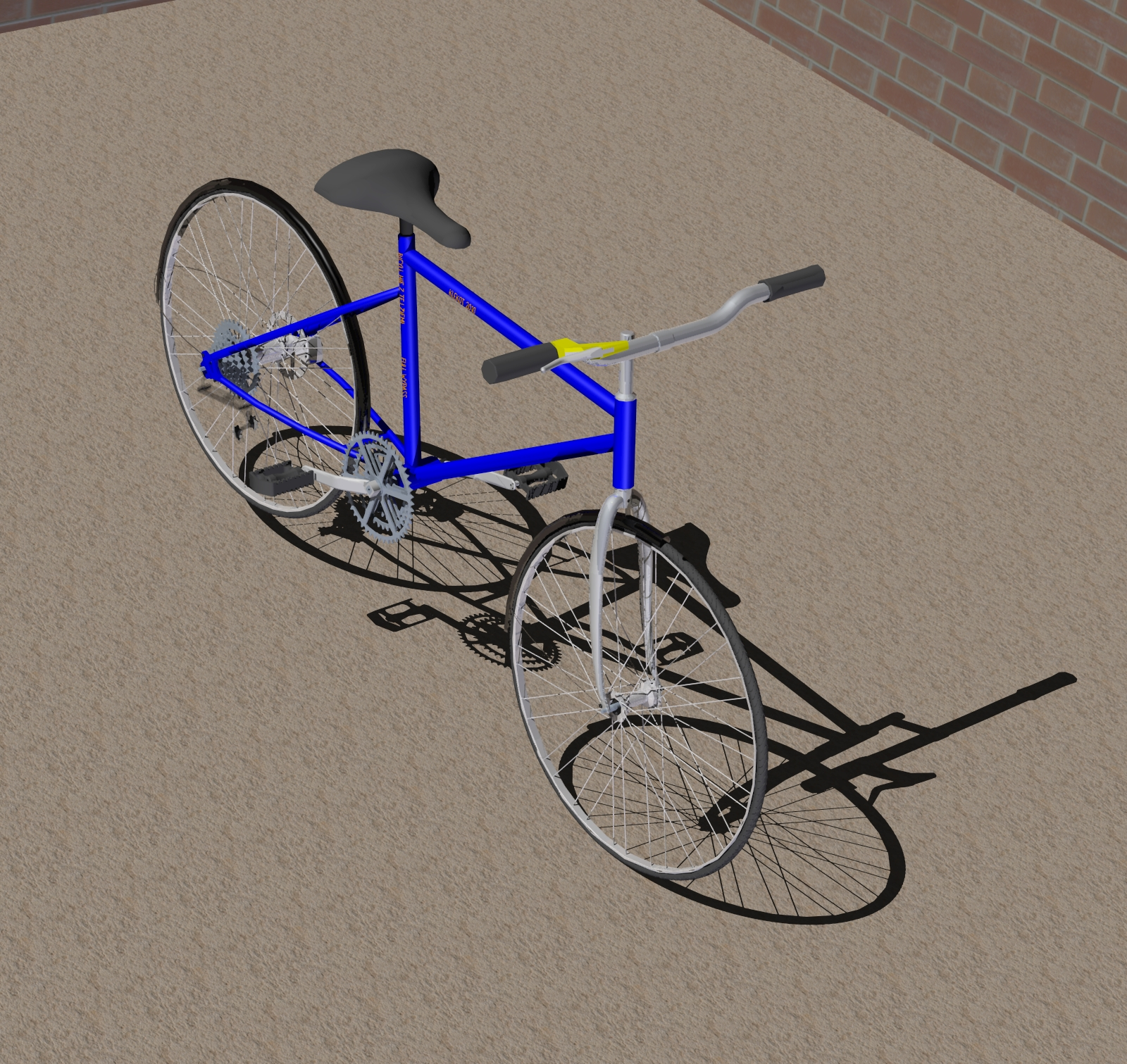
رندرینگ در سالید اج

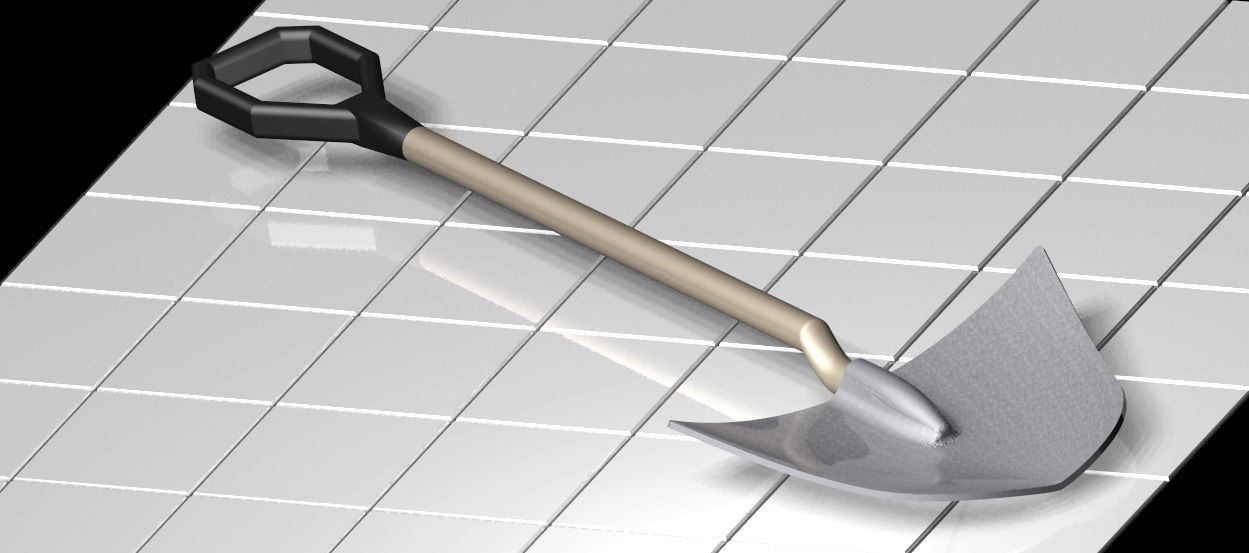
یک بیل طراحی شده در سالید اج

در محیط‌های این نرم‌افزار نیز مانند سایر نرم‌افزارها دارای سه محیط به نام‌های پارت(part) اسمبلی (assembly)و دراوینگ(drawing)می‌باشد که با استفاده از آن‌ها می‌توان طراحی یک قطعه یا یک مجموعه را به واقعیت تبدیل کرده و مدارک فنی مستندی از طرح ایجاد نمود. همچنین در زمینه مهندسی معکوس این نرم‌افزار دارای کارایی و دقت بالایی می‌باشد.
اساس مدل سازی در این نرم‌افزار (solid) می‌باشد ولی جهت مدل کردن سطوح پوسته‌ای پیچیده از دستورها (Surface) نیز می‌توان استفاده نمود. از طرفی توان Solid Edge در طراحی مدل‌های ورق کاری بسیار قابل تحسین است و دارای دستورها متعددی برای ورق کاری‌های ساده تا پیچیده می‌باشد. اما قویترین ماژول Solid Edge محیط مونتاژ (Assembly) آن می‌باشد و به سادگی می‌توان تک تک قطعات مدل شده را بر روی هم مونتاژ نموده و در آنجا هر یک از قطعات را از جهت نحوه انجام وظیفه در مجموعه بررسی نمود و در صورت نیاز، اصلاح یا بهینه نمود؛ در نهایت با اعمال انواع قیدهای حرکتی مجموعه را به صورت دینامیکی شبیه‌سازی کرد و حتی می‌توان از حرکت طرح با فرمت‌های ویدئویی استاندارد، فیلم تهیه نمود. برای مثال می‌توان در محیط قالب سازی این نرم‌افزار از ابتدا یک قطعه را طراحی نمود سپس همان‌جا قالب تولیدی قطعه را طراحی نمود و از جهت درستی قالب و خروج قطعه سالم از آن تحلیل و بهینه نموده، سپس حرکت باز و بسته شدن قالب را با استفاده از قیدهای حرکتی موجود به قالب اعمال کرده و در نهایت یک فیلم ویدویی کامل از مجموعه قالب و نحوه کارکرد آن تهیه کرد و به عنوان پروژه قبل از ساخت به مشتری یا کارگران فنی کارگاه ارائه نمود.
از دیگر مزایای Solid Edge می‌توان وجود چندین بسته نرم‌افزاری مکمل آن مانند قطعات استاندارد یا قطعات مربوط به قالب را نام برد.